# Roberto Fabbriciani
Roberto Fabbriciani (Arezzo, 13 juin 1949) est un flûtiste et compositeur italien.

## Biographie
Roberto Fabbriciani commence ses études musicales dès 1957, sous la direction de Mario Gordigiani, un grand héritier de la tradition de la flûte italienne et première flûte de l'Orchestre du Maggio Musicale Fiorentino.
En 1964, il est l'élève de Severino Gazzelloni, le pionnier de la flûte contemporaine en Italie, et entre-eux commence amitié et collaboration artistique. Fabbriciani devient assistant Gazzelloni à l'Académie Chigiana de Sienne et le plus jeune fait partie de l'Orchestre du Maggio Musicale Fiorentino et l'Orchestre de La Scala de Milan.
Au début des années 1970, il entre en relation avec certains des plus grands compositeurs de l'avant-garde de la musique, notamment Bruno Maderna, Luigi Nono, Salvatore Sciarrino et Brian Ferneyhough,.
Il commence une carrière de soliste, travaillant avec de grands compositeurs tels que : Camillo Togni – avec qui il étudie la composition –, Luciano Berio, Pierre Boulez, Sylvano Bussotti, John Cage, Elliott Carter, Luigi Dallapiccola, Luis de Pablo, Franco Donatoni, Brian Ferneyhough, Lorenzo Ferrero, Jean Françaix, Ernst Krenek, György Kurtág, György Ligeti, Bruno Maderna, Olivier Messiaen, Ennio Morricone, Goffredo Petrassi, Henri Pousseur, Wolfgang Rihm, Nino Rota, Salvatore Sciarrino, Karlheinz Stockhausen, Toru Takemitsu et Isang Yun.
Beaucoup de compositeurs lui ont dédié des œuvres et d'autres font usage de ses talents d'interprète pour approfondir la recherche musicale des compositions. Important était la collaboration avec le compositeur Aldo Clementi, qui a consacré une chanson à Fabbriciani, Fantasia su roBErto FABbriCiAni (1980) pour flûte seule et pour flûte et bande magnétique. « Fantasia su roBErto FABbriCiAni est une pièce construite pour flûte seule à base de flûtes pré-enregistrées ; elle présente une grande superposition de sons qui forment une forêt de notes, où la flûte en direct est rien, mais une petite plante qui essaie de prendre la lumière, en essayant de ne pas être étouffé, mais d'être entendu », explique Roberto Fabbriciani.
Il a joué en tant que soliste avec des chefs, tels Claudio Abbado, Luciano Berio, Riccardo Chailly, Peter Eötvös, Gianandrea Gavazzeni, Michael Gielen, Cristóbal Halffter, Peter Maag, Bruno Maderna, Riccardo Muti, Giuseppe Sinopoli, Lothar Zagrosek et avec les orchestres du Théâtre de la Scala à Milan, de l'Académie nationale Sainte-Cécile, de la Rai, de l'Orchestre national d'Espagne, avec le London Sinfonietta et de nombreux autres.
Il a donné des concerts au Théâtre de la Scala, à la Philharmonie de Berlin, au Royal Festival Hall de Londres, la Suntory Hall de Tokyo, la salle Tchaïkovski de Moscou et Carnegie Hall de New York et il a participé à plusieurs festivals internationaux.
Fabbriciani a collaboré de manière particulièrement intense avec le compositeur Luigi Nono,. Commencée vers 1978, elle ne s'est interrompue qu'en 1990, avec la mort du compositeur italien. Les deux musiciens ont travaillé ensemble pendant une longue période au studio expérimental de la SWF à Fribourg.
Leur collaboration conduit à la création de plusieurs œuvres, notamment Prometeo. Tragedia dell'ascolto (1984), pour solistes vocaux et instrumentaux, chœur mixte, 4 groupes instrumentaux (dont la flûte basse) et électronique. La création de l'ouvrage a lieu lors de la biennale de Venise en 1984. Une seconde version a été produite au Théâtre de la Scala, à Milan en 1985.
D'autres pièces sont à retenir, telles : A Pierre. Dell'azzurro silenzio, inquietum (1985), composition dédiée à Pierre Boulez pour flûte contrebasse, clarinette contrebasse et électronique, Das atmende Klarsein (1981), pour petit chœur, flûte basse, électronique et bande magnétique, sur des textes de Rainer Maria Rilke, Quando stanno morendo. Diario polacco II (1982) pour voix de femmes, flûte, violoncelle et électronique inspiré par l'ancienne lamentation orphique, adaptée par Massimo Cacciari et la composition Caminantes...Ayacucho (1986-87) pour mezzo-soprano, flûte basse, orgue, 2 chœurs, trois groupes d'orchestre et électronique, sur un texte de Giordano Bruno.
Roberto Fabbriciani a montré dès le début de sa carrière, un intérêt particulier pour l'usage de l'électronique qui l'ont conduit à l'avant-garde et à des expériences d'avant-garde, comme dans le cas de la pièce précitée, A Pierre. Dell'azzurro silenzio, inquietum, ou plusieurs œuvres originales, par exemple Quando sorge il sole, pour flûte et bande magnétique ; Abyss pour flûte hyperbasse, capture de mouvement et électronique ; Zeus joueur de flûtes (2006-08), pour flûte, bande magnétique, électronique composé conjointement avec Henri Pousseur.

## Flûte hyperbasse
La flûte hyperbasse, conçue dès 1976 par Fabbriciani, est le plus grand instrument de registre grave de la famille des flûtes. Elle sonne en do, quatre octaves en dessous de la flûte traversière. Le tube de l'instrument mesure plus de 13 mètres de long et la note la plus basse atteinte est le do, une octave en dessous du do le plus grave du clavier du piano standard, autour de 16,351 6 Hz, soit généralement considéré comme la limite inférieure de l'audition humaine. Seuls les instruments suivants, le piano Bösendorfer modèle 290, dit Impérial, qui dispose de 97 touches, soit 8 octaves complètes, l'octobasse qui joue à l'octave inférieure de la contrebasse, ou l'orgue, avec un jeu de 32', atteignent cette même fréquence. L'unique exemplaire de flûte hyperbasse est un prototype conçu pour Fabbriciani, par Francesco Romei, un artisan florentin en 2001.
En 2005, Fabbriciani a enregistré un disque de musique pour flûte hyperbasse intitulé, Glaciers in Extinction.
Le 10 avril 2011 s'est tenue la première d'un concert, « Suono sommerso », avec Roberto Fabbriciani à la flûte hyperbasse et à la direction du son, Alvise Vidolin. Les sons produits par l'instrument ont été filtrés et décomposés par un logiciel dédié et innovant créé par le laboratoire SaMPL (Sound and Music Processing Lab) de Padoue, dans le cadre d'un projet du Conservatoire Cesare Pollini développés en collaboration avec l'Université de Padoue.

« L'objectif – explique Roberto Fabbriciani est d'apporter l'art musical à un large public. L'aspect technologique est au service d'un nouveau pas en avant, mais ce n'est pas parce que vous avez de nouveaux outils, mais parce que des idées musicales innovantes peuvent s'exprimer avec ces ressources. »

## Créations
- Aldo Clementi,  Fantasia su roBErto FABbriCiAni (1980/81) ; Passacaglia (1996), pour flûte et bande
- Franco Donatoni, Midi (1989) pour flûte
- Roberto Fabbriciani, Ascoltate stelle (2007) pour flûte hyperbasse et bande
- Morton Feldman, Flute and Orchestra (1999) Création italienne[17]
- Brian Ferneyhough, Superscriptio (1981) pour piccolo[18]
- Lorenzo Ferrero, Ellipse (1983) pour flûte
- Toshio Hosokawa, Vertical Song I (1995) pour flûte
- Ennio Morricone, Cadenza (1989) pour flûte et bande
- Luigi Nono, Das atmende Klarsein (1981) pour flûte basse et bande (livret de Massimo Cacciari) ; A Pierre. Dell’azzuro silenzio, inquietum, pour flûte basse, clarinette contrebasse et électronique (1985)[19]
- Goffredo Petrassi, Romanzetta (1980) pour flûte et piano
- Wolfgang Rihm, Zeichen I – Doubles (1981). Pour flûte basse (et piccolo), clarinette-basse (et clarinette en mi-bémol) et 2 groupes d'orchestre
- Jean-Claude Risset, Passages (1982), pour flûte et bande[20]
- Salvatore Sciarrino, Hermes (1984) ; Canzona di ringraziamento (1985) pour flûte[21]
- Rudi Spring, Risonanze (2005) pour flûte
- Mauricio Sotelo, Appassionato – en un silencio ardente (2002) pour flûte et ensemble
- Isang Yun, Sori (1988) pour flûte[22]

## Dédicaces
De nombreuses pièces, notamment de Nono et Sciarrino sont dédiées à Roberto Fabbriciani.
- Sciarrino (pour flûte seule) : 
  - All’aure in una lontananza (1977)[24]
  - Hermes (1984)
  - Come vengono prodotti gli incantesimi ? (1985)[25]
  - Venere che le Grazie la fioriscono (1989)[26]
  - L’orizzonte luminoso di Aton (1989)[26]
  - Fra i testi dedicati alle nubi (1989)[27]
  - Addio case del vento (1993)[28]

## Écrits
- (en) Walking with Gigi, Contemporary Music Review, Volume 18, no 1, 1999, p. 7-15. DOI 10.1080/07494469900640031. Sur Luigi Nono.

## Discographie
Roberto Fabbriciani a enregistré pour les labels Arts Music, Brilliant Classics, Col Legno, Édition Rz, Innova, Kairos, Mode, Naxos, Neos, Stradivarius et Tactus.
- Le meraviglie d'Italia - Christine Rinaldo, piano (1976, LP Fonit Cetra ITL 70043) (OCLC 21853299)
- Sonetti ad Orfeo (1977, Ricordi)
- Fantasia su Roberto Fabbriciani (1980, LP Philips 411 066-1) (OCLC 29459923)
- Variations (1980, Philips)
- Sylvano Bussotti : Il Catalogo è Questo (1980, Fonit Cetra)
- Silberglöckchen Zauberflöten (1981, Edipan)
- Vivaldi/Rousseau, J.S. Bach, CPE Bach, Quantz (1981, Philips)
- Jean-Sébastien Bach : 7 sonates pour flûte (1982, Koch)
- Antonio Vivaldi : 6 Concertos Op.10 (1983, Koch)
- Luigi Nono : Das atmende Klarsein (1983, Fonit Cetra)
- Bruno Maderna : Grande Aulodia (1983, Bvhaast)
- Fabbriciani, Guaccero, Renosto (1984, Edipan)
- Flute XX : Debussy, Ibert, Varèse, Maderna, Berio, Nono, Ferneyhough, Sciarrino (janvier/février 1986, mars 1987, Arts 447167-2) (OCLC 889811088)
- Bruno Maderna : Ausstrahlung (1987, Col Legno)
- Antonio Vivaldi : 6 Sonates op. 13 « Il Pastor Fido » (1987, Koch)
- Georg Philipp Telemann : Getreue Music-Meister (1987, Arts)
- La perfezione di uno spirito sottile (1987, Ricordi)
- Giacomo Manzoni : Dedica (1988, Fonit Cetra)
- Carl Maria von Weber : 6 Sonates (1990, Arts)
- Lockenhaus Collection (1990, Philips)
- John Cage : A Firenze (concert à Florence 1992, Materiali Sonori)
- Salvatore Sciarrino : Fabbrica degli incantesimi (1992, Col Legno WWE 1CD 31884)[29]
- Toshio Hosokawa : Œuvres (1995, Fontec)
- Das atmende Klarsein (1997, Agorà)
- Piccolo XX (1999, Arts)
- Astor Piazzolla : Histoire du Tango (1999, Arts)
- Ennio Morricone : La musica, il cinema (1999, Koch Schwann)
- XX Live Dream Flute (1999, 2CD Atopos ATP 003/4)
- Live in Japan (2000, Hyperprism)
- Luigi Nono : Io, frammento da Prometeo; Das atmende Klarsein (2001, Col Legno)
- Giacinto Scelsi : Hyxos (18-20 juillet 2000, "Giacinto Scelsi collection, Vol. 1" Agorà) (OCLC 47123807)
- The Aforesaid (2001, Col legno)
- Nicola Sani : Elements (1996/2002, Stradivarius STR 33766) (OCLC 168659745)
- Piotr Ilitch Tchaïkovski (2003, Arts)
- Cesare Ciardi : Gran Concerto - Orchestra Sinfonica del Friuli Venezia Giulia, dir. Stefan Fraas (avril 2004, Naxos 8.557857)
- Flute XX, Vol. 2 (2001/2002, Arts 47702-2) (OCLC 889782478)
- Luigi Nono :  Caminantes...Ayacucho (4-7 mai 2004, Kairos 0012512KAI) (OCLC 811449916)
- Glaciers in Extinction (mars 2005, Col Legno WWE 1CD 20254)[30] (OCLC 123298904)
- Luigi Nono : A Pierre. Dell'azzurro silenzio, inquietum (2005, Neos)
- Bruno Maderna : Don Perlimplin (2005, Arts)
- Aldo Clementi : Œuvres pour flûte  (avril 2005, Mode 224) (OCLC 648940377)
- Luigi Nono : Risonanze erranti (2006, SACD Neos)
- Nel vento con Ariel (2007, RaiTrade)
- Luigi Nono : Guai ai gelidi mostri ; Quando stanno morendo (2008, Neos)
- Luca Lombardi : Mazes (11-13 juin 2008, Neos) (OCLC 855219254)
- Mauricio Sotelo : De Oscura Llama (2009, Anemos)
- Nella Basilica (2009, AT)
- Nino Rota : Œuvres pour flûte (mai 2009, Tactus TC911801) (OCLC 906567844)
- The Flute in the 21st Century, Roberto Fabbriciani : Quando sorge il sole (2010, Tactus TC950601)
- Winds of Heart (2010, Innova)
- Giacinto Scelsi, Œuvres pour flûte : Maknongan, Pwyll, Hyxos, Quays, Tetratkys, Maknongan (2010, Stradivarius) (OCLC 889352225)
- Bruno Maderna : Œuvres pour flûte (1982/2010, Mode 260) (OCLC 853795265)
- Infinito Possibile (2011, Hyperprism)
- John Cage : Music for an Aquatic Ballet (2011, Brilliant Classics)
- Musica Futurista (2012, MM)
- Luca Lombardi : Nel segno del soffio (2012, VDM/Neos 10911)
- Alchemies (2012, Brilliant Classics)
- Alessandro Sbordoni : Forme d'aria (2013, VDM/Neos)
- Giorgio Gaslini : Œuvres pour flûte (2013, Tactus)
- Zeus joueur de flûtes (2014, Stradivarius)